# Giovanni Goria (gastronomo)
Giovanni Goria (Asti, 13 maggio 1929 – Asti, 14 gennaio 2018) è stato un gastronomo italiano.
Ha esercitato come avvocato in diritto civile e penale ad Asti, ma è noto per la sua attività come gastronomo della cucina piemontese.

## Biografia
Nel 1962 entra a far parte dell'Accademia italiana della cucina per la quale è stato delegato di Asti per circa 30 anni e anche vice presidente nazionale. Era delegato onorario di Asti ed iscritto nell'Albo d'Onore dell'Accademia Italiana della Cucina. Negli anni '80 e '90, è stato coinvolto nell'organizzazione delle manifestazioni gastroenologiche di Asti e del Piemonte; per la Rai ha condotto la rubrica televisiva settimanale “Menù di stagione” con Ave Ninchi e quella radiofonica “Il commensale di gusto”.

## Opere
- In cucina a quattro mani, con Claudia Verro, Daniela Piazza Editore, 1985.
- La cucina del Piemonte: il mangiare di ieri e di oggi del Piemonte collinare e vignaiolo, Franco Muzzio editore, 1990. ISBN 88-7021-511-3.
- Grasso magro, con Bruno Massa, Rizzoli, 1990. ISBN 88-17-13785-5.
- Alla scoperta del gusto: viaggio dentro la cucina astigiana, Omnia, 2007.
- La cucina della contea di Neive: felice angolo del Piemonte antico, con Claudia Francalanci, e Tonino Verro, La Contea, 2007.
- Cucina del Piemonte collinare e vignaiolo, Orme-Tarka, 2012, ISBN 978-8867100279.